# Catholicisme romain en Géorgie

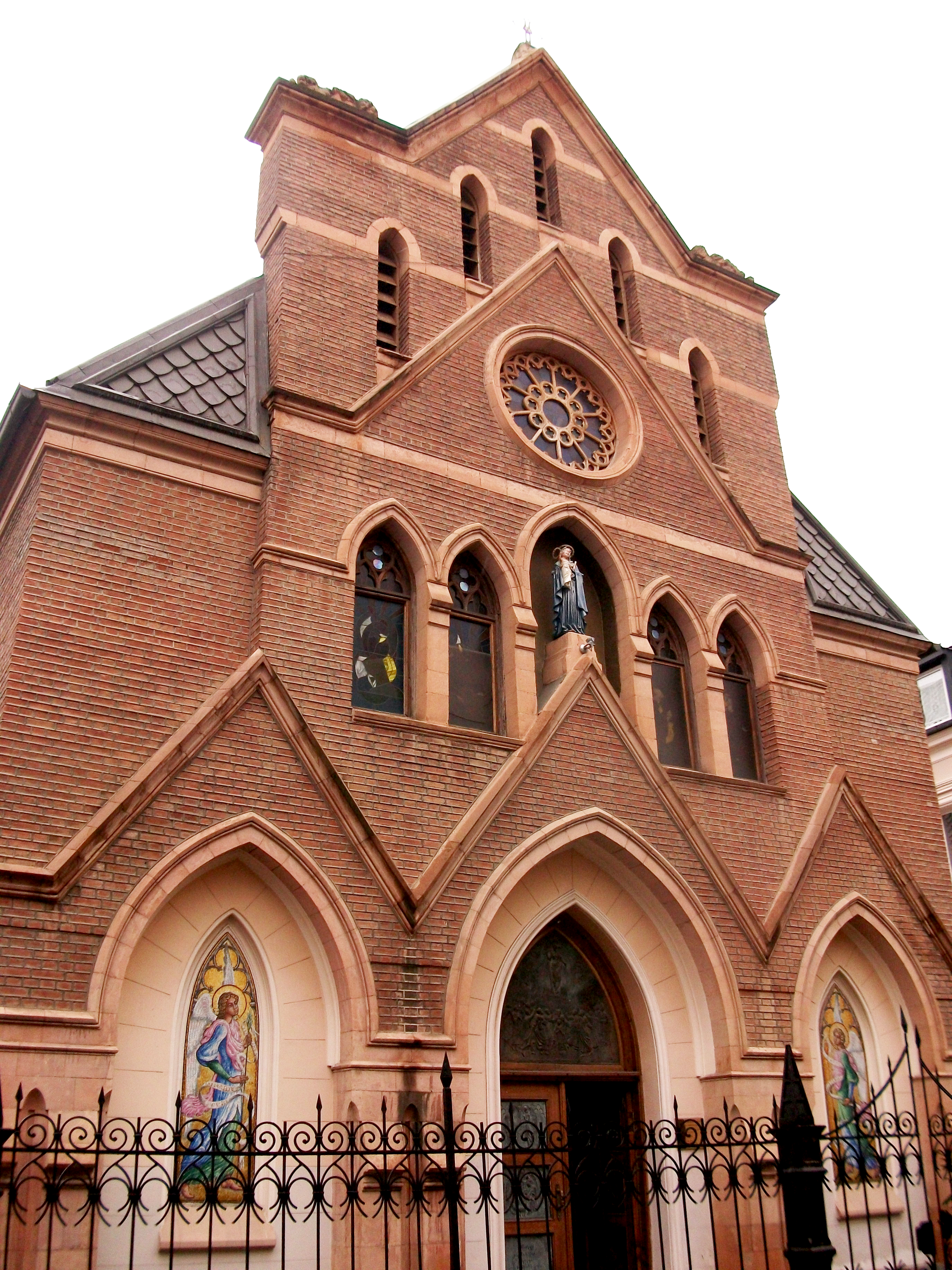
Cathédrale Notre-Dame-de-l'Assomption de Tbilissi

L'Église catholique en Géorgie (en géorgien : კათოლიკური ეკლესია საქართველოში, translittéré en K’atolik’uri ek’lesia Sakartveloshi), désigne l'organisme institutionnel et sa communauté locale ayant pour religion le catholicisme : elle est à nouveau autorisée depuis 1993,, est une communauté religieuse minoritaire, rassemblant moins de 0,5 % de la population selon l’Office national des statistiques de Géorgie et fait partie de l'Administration apostolique du Caucase,

## Législation en matière religieuse
L'article 9 de la constitution Géorgienne de 1995 stipule que la Géorgie n'a plus de religions d'État ni officielles : « Tout en reconnaissant le rôle important que l'Église orthodoxe géorgienne a joué dans l'histoire de la Géorgie, l'État proclame la liberté absolue de conviction religieuse et la séparation de l'Église et de l'État. ». Cependant, les lois et les politiques favorisent l’Église orthodoxe, qui bénéficie de privilèges qui ne sont pas accordés à d’autres groupes religieux.
L'article 12 de la constitution stipule que «  Toute personne a le droit à la liberté de religion », autorisant ainsi l'Église catholique.

## Histoire

### Moyen Âge et siècles suivants
Le catholicisme romain parvient en Géorgie à l’époque des Croisades : certains Croisés français ont fait étape à Gori. Un Évêché catholique romain existe de 1329 à 1505 à Tiflis, sans que cette religion y devienne une religion majeure. Au XVIe siècle, le Vatican confie le territoire géorgien aux Capucins qui y seront représentés jusqu’en 1845, année de l’interdiction de leur présence par Nicolas Ier, la Russie tsariste ayant annexé le Royaume de Géorgie en 1801. La personnalité la plus connue du catholicisme géorgien romain en Géorgie fut Saba Soulkhan Orbéliani (1658 – 1725), moine converti, ambassadeur auprès de Louis XIV et du pape Clément XI.

### XXesiècle
Alexandre Tamarachvili, dit Michel Tamarati publie en 1902 L’histoire du catholicisme parmi les Géorgiens, ouvrage de référence. En 1917, la communauté catholique rassemble 40 000 fidèles de rite latin et 10 000 fidèles de rite byzantin. En 1921, l’invasion par les armées de la Russie soviétique entraîne sa quasi-disparition. Les églises sont confisquées, voire détruites. Les ecclésiastiques sont arrêtés et déportés ; quelques-uns seront exécutés lors des purges de 1937 ; d’autres se réfugient au Vatican. Quelques fidèles parviennent à émigrer, notamment en France : ils reposent au Carré géorgien du cimetière de Leuville-sur-Orge.
La présence de l’Église catholique romaine est à nouveau acceptée en Géorgie en 1993, après le retour à l’indépendance de la Géorgie, sous la présidence d’Edouard Chevardnadze ; Une délégation du Vatican est reçue et l’Administration apostolique du Caucase est créée : elle est créditée de 50 000 fidèles. En 1994, l'œuvre de charité catholique Caritas Georgia est fondée.
En 1996, Giuseppe Pasotto, prêtre italien, prend la tête de cette administration qui couvre l’Arménie, l’Azerbaïdjan et la Géorgie. En 1998, les Frères camiliens ouvrent un centre médical en périphérie de Tbilissi (puis en 2003 un centre pour handicapés). En 1999, le pape Jean-Paul II se rend en Géorgie mais l'Église orthodoxe de Géorgie ayant des difficultés à pratiquer l'œcuménisme, aucune prière commune entre représentants de l’Église catholique et ceux de l’Église orthodoxe de Géorgie n’a lieu.

### XXIesiècle
Les catholiques transcaucasiens bénéficient de la création d’un évêché en janvier 2000. Il couvre le territoire de l’Arménie et de la Géorgie et a pour cathédrale Notre-Dame de l’Assomption de Tbilissi: Mgr Giuseppe Pasotto en prend la tête.
Les Sœurs françaises de Sainte-Nino, appartenant à la congrégation de Sainte-Chrétienne, s’installent à Akhaltsikhé en 2007,.
La communauté catholique de Géorgie « se sent parfois à l'étroit ou en butte à l'hostilité de certains orthodoxes». L’Église orthodoxe de Géorgie interdit les mariages entre catholiques et orthodoxes.
En 2016, certains orthodoxes géorgiens ont désapprouvé l'annonce de la venue du pape François : « Prière de ne pas prononcer le mot pape en Géorgie… C’est en faisant chut sur ses lèvres qu’un prêtre orthodoxe en soutane, croisé dans un restaurant rapide de quartier avec sa femme et ses deux enfants, répond lorsqu’on l’interroge sur la venue du pape. On ne peut parler de lui dans l’Église géorgienne, lâche-t-il craintif, avant de confier à voix basse qu’il n’a rien dit à ses fidèles de cette visite pontificale puisqu’on ne doit ni célébrer ni prier avec les catholiques ».
Le 30 septembre 2016, le pape François est reçu en visite officielle en Géorgie  « Quelques dizaines de manifestants s'étaient rassemblés vendredi devant l'aéroport de la capitale géorgienne pour exprimer leur opposition à la visite du chef de l'Église catholique en terre orthodoxe ».
Accueilli en qualité de Chef d'État et de Chef d’Église, le pape François prononça un discours auprès du Patriarche de l’Église orthodoxe, mais aucune prière commune entre représentants de l’Église catholique et ceux de l’Église orthodoxe de Géorgie n’a lieu.
Le pape François a rencontré une communauté catholique « pauvre et très engagée, qu’il exhorte à poursuivre son action malgré les difficultés, notamment avec une orthodoxie rétive à l’œcuménisme ».
Nous sommes une petite église et nous faisons chaque jour l'expérience de la minorité, avait déclaré plus tôt devant le pape, Mgr Giuseppe Pasotto, évêque catholique géorgien. Et parfois, c'est vraiment dur !, avait-il dit.
Les catholiques géorgiens se sentent discriminés selon le Père Pierre Dumoulin, recteur de l’Institut de théologie de Tbilissi.

## Institutions, rites, effectifs
Selon l’Office national géorgien de statistiques, à l’issue du recensement de novembre 2014, la Géorgie comptait une population de 3,7 millions d'habitants, avec 83,4% d'orthodoxes, 10,7 % de musulmans, 2,9 % de fidèles de l'Église apostolique arménienne, et 0,5 % de catholiques.

### Institutions
Le catholicisme comporte en Géorgie quatre juridictions soumises à l'autorité du pape, évêque de Rome, au sein de l'« Église universelle » :
- L'Administration apostolique du Caucase appartenant à l'Église latine, dont le siège est la cathédrale de Tbilissi[25] et dont une partie des fidèles vit sur le territoire géorgien;
- L'Ordinariat d’Europe orientale des Arméniens appartenant à l'Église catholique arménienne, dont le siège est à Gumri (Arménie), dont une partie des fidèles vit sur le territoire géorgien[26];
- L'évêché catholique romain de la communauté grecque-catholique géorgienne, implantée historiquement et essentiellement à Gori (Géorgie);
- La communauté assyro-chaldéenne, de langue araméene, vivant sur le territoire géorgien, et dont l'église paroissiale est l'église Saint-Simon-Bar-Sabba de Tbilissi (Géorgie) : si initialement les Assyro-chaldéens étaient partagés entre l'Église assyrienne d'Orient et l'Église catholique chaldéenne, la plus grande partie a rejoint l'Église orthodoxe géorgienne.

Elle dispose par ailleurs de plusieurs institutions laïques et religieuses, dont :
- une œuvre de charité catholique Caritas Georgia;
- un centre médical et un centre pour handicapés des Frères camiliens;
- une congrégation de Sainte-Chrétienne.

### Rites
L'Église catholique utilise quatre rites liturgiques en Géorgie :
- Le rite latin, utilisé par les paroisses de l'Administration apostolique du Caucase;
- Le rite arménien, utilisé par l'Ordinariat d’Europe orientale des Arméniens;
- Le rite byzantin, utilisé par la communauté grecque-catholique géorgienne;
- Le rite chaldéen, utilisé par la communauté assyro-chaldéenne de langue araméene[27],[28].

### Effectifs
Aujourd'hui la majorité des catholiques de Géorgie vit dans les grandes villes et dans le sud du pays. La Samtskhé-Djavakhétie est peuplée en partie de population d’ethnie arménienne et la religion catholique — sans avoir l’audience de la religion apostolique arménienne (orthodoxe) — y est présente.
Selon l’Office national géorgien de statistiques, l'effectif se réclamant de l'Église latine (Ecclesia latina) était en 2014 de 19 195 fidèles, dont 15 024 dans la région de Samtskhé-Djavakhétie, 1 662 à Tbilissi et 1 493 en Basse Kartlie.
Selon l'Ordinariat d’Europe orientale des Arméniens, l'effectif se réclamant de l'Église catholique arménienne oscillait en 2016 entre 60 et 180 000 fidèles.
La communauté grecque-catholique géorgienne compte environ 500 fidèles, autour de la ville de Gori.

## Relation entre la Géorgie et le Vatican
Depuis le retour à l'indépendance de la Géorgie, en 1991, cinq nonces apostoliques (en) se sont succédé
- Mgr Jean-Paul Gobel (1993-1997), également archevêque titulaire de Calatia (de)
- Mgr Peter Stephan Zurbriggen (1998-2001), également archevêque titulaire de Glastonia (de)
- Mgr Claudio Gugerotti (2001-2011), également archevêque titulaire de Ravello
- Mgr Marek Solczyński (2011-2017), également archevêque titulaire de Césarée-en-Maurétanie (de)
- Mgr José Avelino Bettencourt[31], également archevêque titulaire d'Aemona

## Organisation

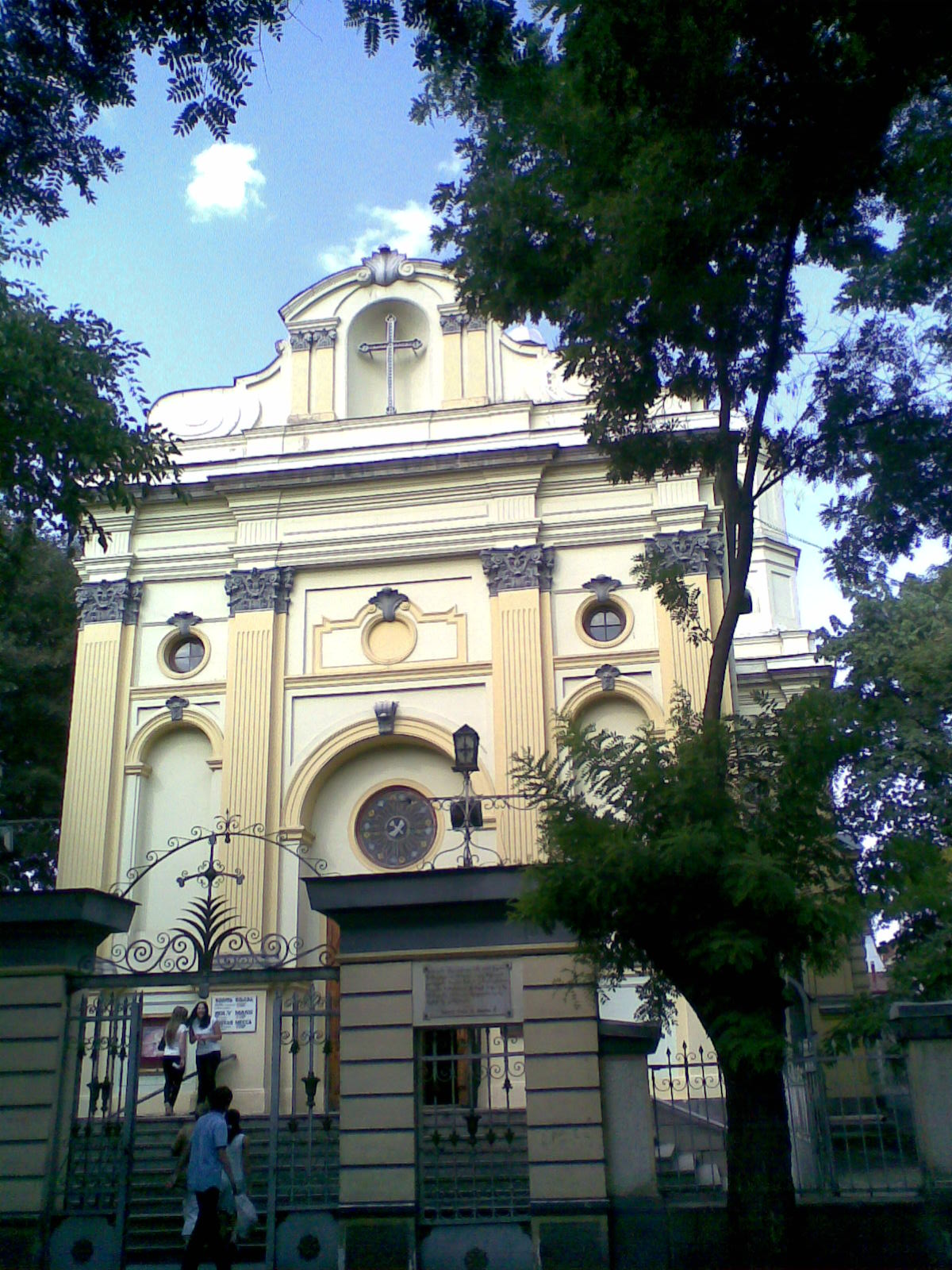
Église Saint-Pierre et Saint-Paul, Tbilissi.

Après l'effondrement de l'Union soviétique, une administration apostolique latine (juridiction pré-diocésaine) du Caucase a été établie le 30 décembre 1993, avec son siège dans la capitale géorgienne Tbilissi, avec un territoire comprenant la Géorgie, l'Arménie et, jusqu'en 2001, l'Azerbaïdjan. Depuis 1996, elle est dirigée par l'évêque Giuseppe Pasotto, arrivé à Tbilissi en 1993 et qui vit depuis en Géorgie. Dans un interview accordée à l'Aide à l'Église en Détresse, l'évêque a décrit la situation de l'Église catholique à son arrivée, peu après l'indépendance du pays. « De l’Église catholique, il ne restait qu’un seul lieu de culte ouvert (l’église catholique Saint-Pierre-et-Paul à Tbilissi) ; les communautés disséminées dans la campagne étaient toutes abandonnées. Notre première étape a consisté à renouer les contacts, puis à chercher des prêtres d’autres pays et Églises locales qui pourraient venir nous aider. Très progressivement, nous avons commencé à rétablir les principales structures.

Cathédrale de l'Assomption de la Vierge, Tbilissi.

Dans le même interview, l'évêque a classé la formation de cathechistes comme la principale priorité de l'Église à l'heure actuelle. «  Le défi principal pour l’avenir consiste à assurer le travail œcuménique. C’est notre première mission, et elle est très difficile. En raison de l’héritage de son passé, l’Église orthodoxe a encore du mal à s’ouvrir à ce sujet. Les catholiques ne se sentent pas seulement minoritaires, mais souvent aussi discriminés et traités de manière injuste. Il suffit de penser aux six églises confisquées et jamais restituées, mais également à l’interdiction des mariages interconfessionnels. Le chemin œcuménique exige beaucoup de patience et la recherche constante de nouvelles opportunités potentielles pour établir des relations qui pourraient se transformer en ponts. Notre université, où la plupart des étudiants ne sont pas catholiques, joue un rôle important à cet égard.  »
Les Géorgiens catholiques arméniens sont sous la garde de l'Ordinariat des catholiques arméniens d'Europe de l'Est, établi le 13 juillet 1991, qui couvre un vaste territoire incluant la Russie et l'Ukraine, bien plus vaste que la Géorgie, qui compte au total quelque 400 000 fidèles (Annuario Pontificio 2012).
On estime que les catholiques géorgiens de rite byzantin étaient 7 000 en 2005.
Les missionnaires théatins et capucins œuvrèrent pour la réunification en Géorgie, mais sous la Russie impériale les catholiques n'étaient pas autorisés à utiliser le rite byzantin. De nombreux catholiques adoptèrent le rite arménien jusqu'à l'institution de la liberté religieuse en 1905, qui leur permit de revenir au rite byzantin. En 1937, l' exarque catholique géorgien, Shio Batmanishvili (ou Batmalishviii), fut exécuté par les Soviétiques.

### Personnalités catholiques géorgiennes
- Michel Tamarati, historien du catholicisme en Géorgie
- Mgr Giuseppe Pasotto, responsable de l'Administration apostolique du Caucase, évêque des paroisses de rite latin pour la Géorgie et l'Arménie
- Père Pierre Dumoulin, recteur de l'Institut de théologie de Tbilissi